# A55高速公路
A55高速公路是法国的一条高速公路，全长35千米，于1989年建成通车。A55始于马赛，终于Martigues。A55连接A7高速公路、欧洲E714公路以及法国的568、9等国道。